# Cascate in Alto Adige

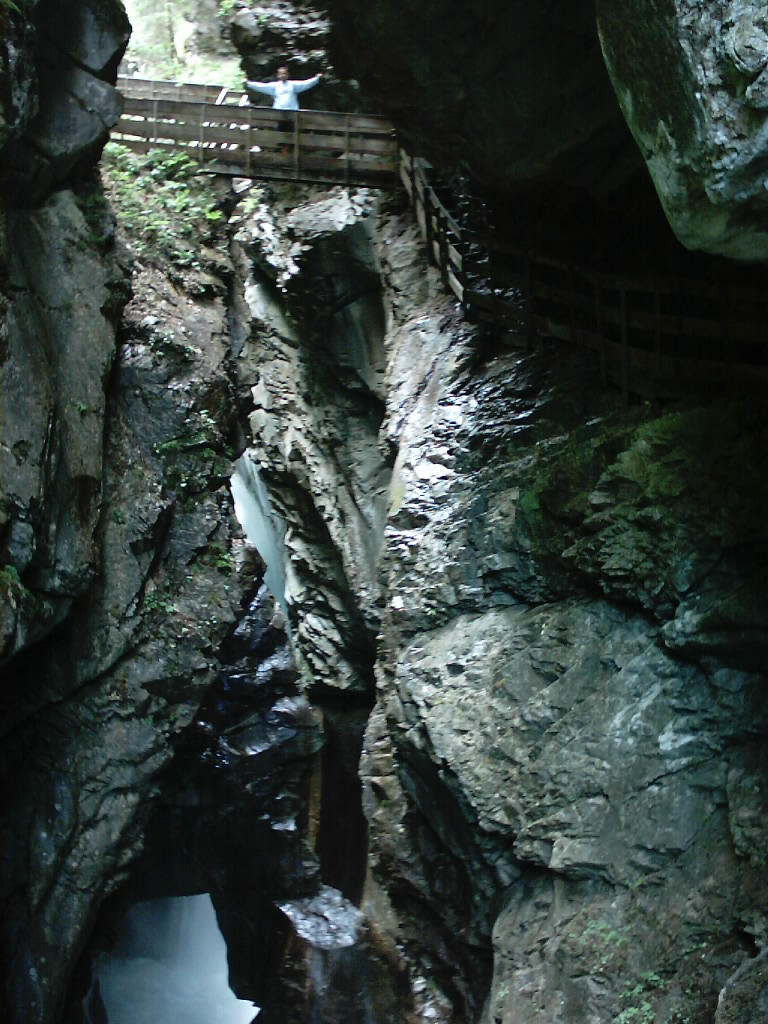
Le cascate di Stanghe

Le cascate in Alto Adige sono diverse e si trovano su tutto il territorio, data la montuosità del territorio delle Alpi dolomitiche.
Per le temperature critiche invernali, le cascate d'inverno, ghiacciandosi, diventano pareti verticali che molti alpinisti sfidano a scalare.

## Elenco delle principali cascate in Alto Adige
- cascate di Barbiano, a Barbiano, sopra a Ponte Gardena
- cascate di Stanghe, a Racines, nei pressi di Vipiteno
- cascate di Riva, a Campo Tures, in valle Aurina
- cascate di Vandoies, a Vandoies, in bassa val Pusteria
- cascata di Parcines, a Parcines, in val Venosta, è la più alta dell'Alto Adige
- cascate di Stieber, a Moso, in val Passiria
- cascata di Imst, in Val Passiria
- cascate di Stulles, sul fianco sinistro della media Val Passiria
- cascata all'inferno (Cascata Pflerscher Hölle), in val di Fleres, al Brennero
- cascate della val di Fleres, al Brennero
- cascate Gampelefall, a nord di Fortezza (Italia)
- cascata Schnatzgraben, sulla Plose, a Bressanone
- cascata Schrambach, sopra l'abitato di San Pietro Mezzomonte, a Velturno
- le cascate presso il santuario delle Tre Fontane Sacre, a Trafoi, nel comune di Stelvio